# Fabio Sartori
Fabio Sartori (Treviso, 1970) è un tenore italiano, particolarmente noto per le sue interpretazioni di ruoli italiani di Giuseppe Verdi, Giacomo Puccini e del Verismo.

## Gioventù e istruzione
Sartori è nato a Treviso, nella regione Veneto in Italia, e la sua prima professione è stata quella di saldatore. Ha iniziato a studiare canto con Renato Bardi Barbon e successivamente ha ottenuto un diploma in canto al Conservatorio Benedetto Marcello di Venezia, dove aveva Leone Magiera come insegnante.

## Inizi carriera
Fabio Sartori all’inizio era membro del coro del Gran Teatro La Fenice di Venezia, dove ha fatto il debutto professionale come solista nel ruolo di Rodolfo ne La bohème nel 1996. Solo un anno dopo ha debuttato al Teatro alla Scala nella serata di inaugurazione della stagione con il Macbeth (opera) di Giuseppe Verdi diretto da Riccardo Muti. Nella stessa stagione 1997/98 è stato tenore solista nella Messa da requiem (Verdi), anch’essa diretta da Muti alla Scala con Barbara Frittoli, Luciana D’Intino e Roberto Scandiuzzi. Nel 1998 ha debuttato in due importanti ruoli verdiani: Gabriele Adorno in Simon Boccanegra al Teatro Comunale (Bologna), e nel ruolo del titolo in Don Carlo, di nuovo a Bologna e al Teatro Regio (Parma). Ha debuttato a Berlino nel 1999 in Simon Boccanegra diretto da Claudio Abbado. Nello stesso anno ha debuttato alla Wiener Staatsoper in Linda di Chamounix e alla Lyric Opera Chicago ne I Capuleti e i Montecchi. È stato l’inizio di una carriera internazionale che lo ha portato nei teatri d’opera e festival più importanti del mondo.

## Collaborazione con il Teatro alla Scala

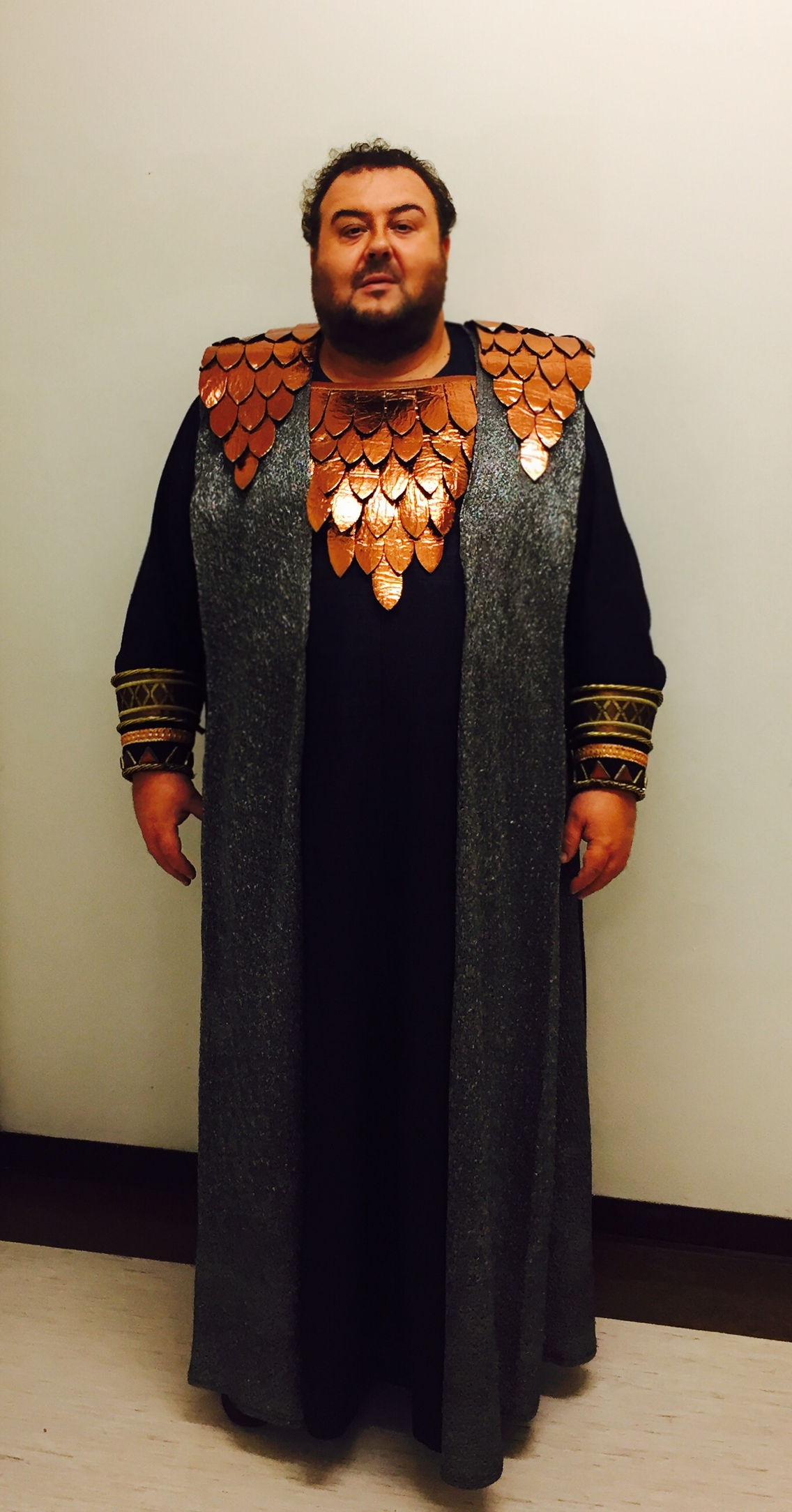
Fabio Sartori nei panni di Radamès in "Aida", nel 2015

Le sue numerose esibizioni presso il prestigioso Teatro alla Scala includono il debutto in occasione dell’inaugurazione della stagione 1997/98 con Macbeth, Rodolfo ne La bohème nella stagione 2007/2008, Iacopo Foscari ne I due Foscari (2008/2009), Gabriele Adorno in Simon Boccanegra (2009/10), Foresto in Attila (opera) (2010/11), il tenore solista nella Messa da Requiem, Riccardo in Oberto, Conte di San Bonifacio, Radames in Aida, il ruolo eponimo di Don Carlo (2012/13), di nuovo Gabriele Adorno (2013/14), Radames (2014/15), Rodolfo ne La bohème (2016/17), Gabriele Adorno e Radames (2017/18). In occasione delle sue recite di Oberto, Conte di San Bonifacio, è stato elogiato dal The New York Times per la sua “grande voce”. Il 7 dicembre 2018 ha inaugurato la stagione 2018/2019 nel ruolo di Foresto in Attila sotto la bacchetta di Riccardo Chailly (“il potente Fabio Sartori ha messo in rilievo sfumature nascoste nel ruolo tenorile di Foresto”, Financial Times) e nel giugno/luglio 2019 ha interpretato Carlo ne I masnadieri (Verdi) con grande approvazione critica (“L’erculeo Fabio Sartori si è rivelato una vera potenza vocale, appropriato a questo allestimento ricco di forza e energia…” Financial Times).

## Importanti esecuzioni recenti
Importanti esecuzioni recenti in ruoli verdiani includono Gabriele Adorno in Simon Boccanegra a Zurigo, Berlino, Vienna, Barcellona, Madrid, in tournée con La Scala a Taipei, Seoul e Mosca, Foresto in Attila in concerto con Zubin Mehta e l’Orchestra del Maggio Musicale Fiorentino a Mumbay, Carlo ne I masnadieri a Zurigo, al Teatro alla Scala e al Festival dell'opera di Savonlinna, Radames in un nuovo allestimento di Aida all’Arena di Verona, al Teatro Real di Madrid, Don Carlo a Zurigo, Riccardo in Un ballo in maschera al Gran Teatre del Liceu, Cavaradossi in un nuovo allestimento di Tosca (opera) alla Staatsoper Unter den Linden di Berlino diretta da Daniel Barenboim, la Messa da Requiem di Verdi diretta da Gianandrea Noseda in tournée con il Teatro Regio (Torino) al Teatro Mariinskij di San Pietroburgo, e il debutto nel ruolo del titolo de Il trovatore a Liegi nel 2018. Delle sue esibizioni del 2018 nel ruolo di Macduff in un nuovo allestimento di Macbeth alla Staatsoper Unter den Linden con Anna Jur'evna Netrebko nel ruolo di Lady Macbeth e Plácido Domingo in quello del protagonista diretto da Daniel Barenboim, il quotidiano tedesco Die Zeit ha scritto che Sartori ha cantato con “smalto affascinante”. Altre esibizioni di rilievo includono Pollione in Norma (opera) alla Deutsche Oper Berlin e a Roma, Maurizio in Adriana Lecouvreur (opera) a Firenze e il debutto alla Royal Opera House di Londra con Canio in Pagliacci (opera).

## Impegni attuali
Nel 2020 canta Pinkerton in Madama Butterfly alla Staatsoper di Vienna, Cavaradossi in Tosca e Pollione in Norma al Teatro di San Carlo di Napoli, Rodolfo ne La bohème a Torino e Riccardo in Un ballo in maschera al Teatro alla Scala. Debutta anche nel ruolo di Otello (Verdi) al Maggio Musicale Fiorentino, trasmesso in differita televisiva su Rai5 il 30 novembre 2020, e in quello di Arrigo ne I vespri siciliani al Festival di Salisburgo. Nell'Aprile 2023 interpreta Foresto in "Attila" di G. Verdi presso il Teatro Petruzzelli di Bari.
Nel 2024 è stato, con Eleonora Buratto, protagonista del Concerto di Capodanno dal Teatro La Fenice di Venezia.

## Discografia

### DVD
2007: Nabucco dall'Arena di Verona, Decca Records (Catalogue No: 0743245)
2012: Oberto dal Teatro Regio Parma, CMajor Entertainment (Catalogue No: 720008)
2012: Simon Boccanegra dal Teatro alla Scala, Arthaus Musik 2012 (EAN: 0807280159592)
2014: Aida dall'Arena di Verona, BelAir Classiques 2014 (Catalogue No: 3760115301047)
2014: Aida dal Teatro alla Scala, CMajor Entertainment 2015 (Catalogue No: 732304)
2019: Attila dal Teatro Comunale Bologna, CMajor Entertainment (Catalogue No: 748708)

### CD
2009: La Rondine dal Puccini Festival Torre del Lago, Naxos Records (cat.no. 8.660253-54)